# Katarzyna Herman
Katarzyna Herman (ur. 13 sierpnia 1971 w Mrągowie) – polska aktorka.

## Życiorys
Dorastała w Białymstoku. Ma sześć sióstr. W 1994 ukończyła studia w Państwowej Wyższej Szkole Teatralnej w Warszawie.
Zadebiutowała jako aktorka rolą Janeczki Jurewicz w serialu Boża podszewka. Ogólnopolską rozpoznawalność zdobyła rolą Karoliny Waligóry w serialu Magda M. (2005–2007). W kolejnych latach zagrała kolejne drugoplanowe role serialowe, m.in. Martę Lipską w Kryminalnych (2005–2006), Aleksandrę Pyszny w Ekipie (2007), Magdę Basiak, żonę gangstera „Mnicha” w Odwróconych (2007), Ewelinę Bargan w Układzie warszawskim (2011) i Annę Starczyńską w Drugiej szansie (2016–2018). Wystąpiła także w filmach, m.in.: Świadek koronny (2007) i Kochaj i tańcz (2009).

## Życie prywatne
W 2010 poślubiła Tomasza Brzozowskiego, właściciela kawiarnio-księgarni „Czuły Barbarzyńca” w Warszawie. Ma dwoje dzieci: syna Leona (ur. 2004) i córkę Romę (ur. 2009). W lutym 2024 media podały informację o rozstaniu pary.

## Filmografia
- 2023: 1670 jako Zofia
- od  2023: Belfer jako Barbara Krynicka
- 2023: Doppelgänger. Sobowtór jako oficer prowadząca
- 2023: Święto ognia jako Kownacka
- 2022: Głupcy jako Magda
- od 2022: Tajemnica zawodowa jako prokurator Gabi Wolska
- 2021: Bartkowiak jako Klaudia
- 2021: Zakochani po uszy jako Adrianna, matka Daniela
- 2020: Bez skrupułów jako Halina Nogaj, żona Pawła (odc. 4)
- 2020: Mały zgon jako Grażyna Laskusz, oficer SW
- 2020: Kod genetyczny jako Wanda Zadara
- 2020: Ojciec Mateusz jako Magda Stachowiak, przyjaciółka Kobylickiej (odc. 306)
- 2019: Szóstka jako Marta, szefowa Olgi
- 2018: Kler jako dziennikarka Anna Zakrzewska
- 2018: 1983 jako Maja Skowron, matka Kajetana (odc. 8)
- 2018: Ślepnąc od świateł jako Karolina Żakowska, żona Marka (odc. 6, 7)
- 2017: Volta jako Marta Zawistowska
- 2017: Ultraviolet jako dziennikarka Sylwia Hardej (odc. 4)
- 2016–2018: Druga szansa jako Anna Starczyńska
- 2016: Pokot jako żona prezesa
- 2016: Komisja morderstw jako prokurator Krystyna Zawadzka
- 2015: Córki dancingu jako porucznik MO
- 2015: Demon jako Gabryjelska
- 2015: Panie Dulskie jako Jasiewiczowa
- 2015–2016: Barwy szczęścia jako Kornelia Wagner
- 2014: Komisarz Alex jako Laura Wojnarska, menadżerka klubu (odc. 78)
- 2014: Na krawędzi 2 jako Jadwiga Konarska
- 2014: Sąsiady jako żona
- 2014: Prawo Agaty jako Halina Wieloch, żona Grzegorza (odc. 63)
- 2014: Ojciec Mateusz jako Lewandowska (odc. 155)
- 2013: Oszukane jako Anna Laskowska
- 2013: Płynące wieżowce jako Ewa
- 2012–2013: Wszystko przed nami jako Magda Liszka
- 2012: W sypialni jako Edyta
- 2011: Układ warszawski jako Ewelina Bargan
- 2010: Ojciec Mateusz jako Nina Olszyńska (odc. 34)
- 2009: Wszystko, co kocham jako Sokołowska
- 2009: Janosik. Prawdziwa historia jako Zuzanna Gwizdak
- 2009: Generał Nil jako sędzia Maria Gurowska
- 2009: Kochaj i tańcz jako Monika
- 2007: Świadek koronny jako Magda Basiak, żona Mnicha
- 2007: Odwróceni jako Magda Basiak, żona Mnicha
- 2007: Ekipa jako Aleksandra Pyszny, podsekretarz stanu w Kancelarii Prezesa Rady Ministrów oraz szef Gabinetu Politycznego Premiera
- 2005–2006: Kryminalni jako Marta Lipska (potem Zawada), żona komisarz Adama Zawady, matka Pawła Lipskiego
- 2005: Solidarność, Solidarność... jako Majka
- 2005: Egzamin z życia jako Małgorzata Drawska, żona Radka
- 2005: Klinika samotnych serc jako Alicja
- 2005–2007: Magda M. jako Karolina Waligóra
- 2005: Boża podszewka II jako Janeczka Jurewicz
- 2003: M jak miłość jako Iwona Majer
- 2003–2004: Męskie-żeńskie jako adwokatka
- 2003: Przemiany jako Wanda
- 2001: Więzy krwi jako Tamara
- 2001: Na dobre i na złe jako Danuta (odc. 101)
- 2000–2001: Miasteczko jako Monika
- 1999: Wernisaż
- 1999: Palce lizać jako Beata Połój
- 1997: Boża podszewka jako Janeczka Jurewicz
- 1997: Dom jako „Meta”, przyjaciółka Niki

### Polski dubbing
- 2010: Percy Jackson i bogowie olimpijscy: Złodziej pioruna – Meduza
- 2022: To nie wypanda – Ming Lee[3]

### Teledyski
- Po drugiej stronie chmur – zespołu Bracia (2014)[4]

## Nagrody
- „Róża Gali” w plebiscycie czasopisma Gala w kategorii „Piękni dziś” (2007)
- Jantar za najlepszą rolę kobiecą na Koszalińskim Festiwalu Debiutów Filmowych za swoją rolę w filmie W sypialni (2012)